# Steinerkirchen an der Traun
Steinerkirchen an der Traun osztrák mezőváros Felső-Ausztria Welsvidéki járásában. 2021 januárjában 2435 lakosa volt. 

## Elhelyezkedése

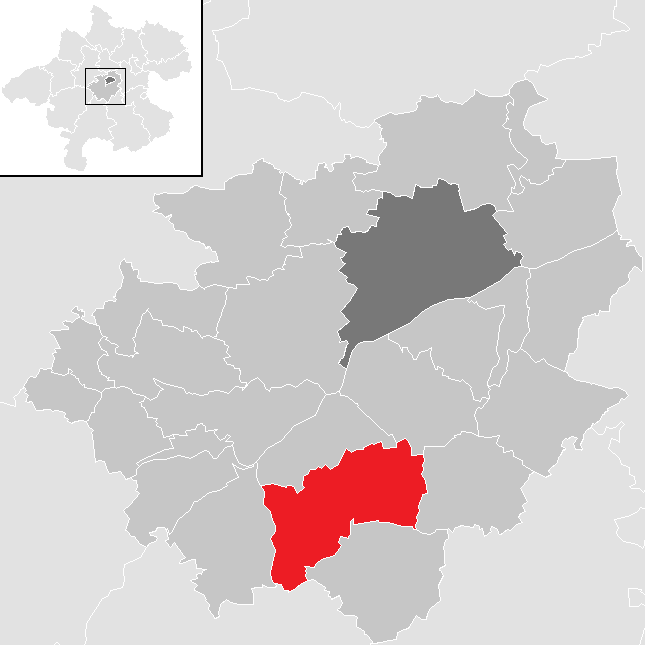
Steinerkirchen an der Traun a Welsvidéki járásban

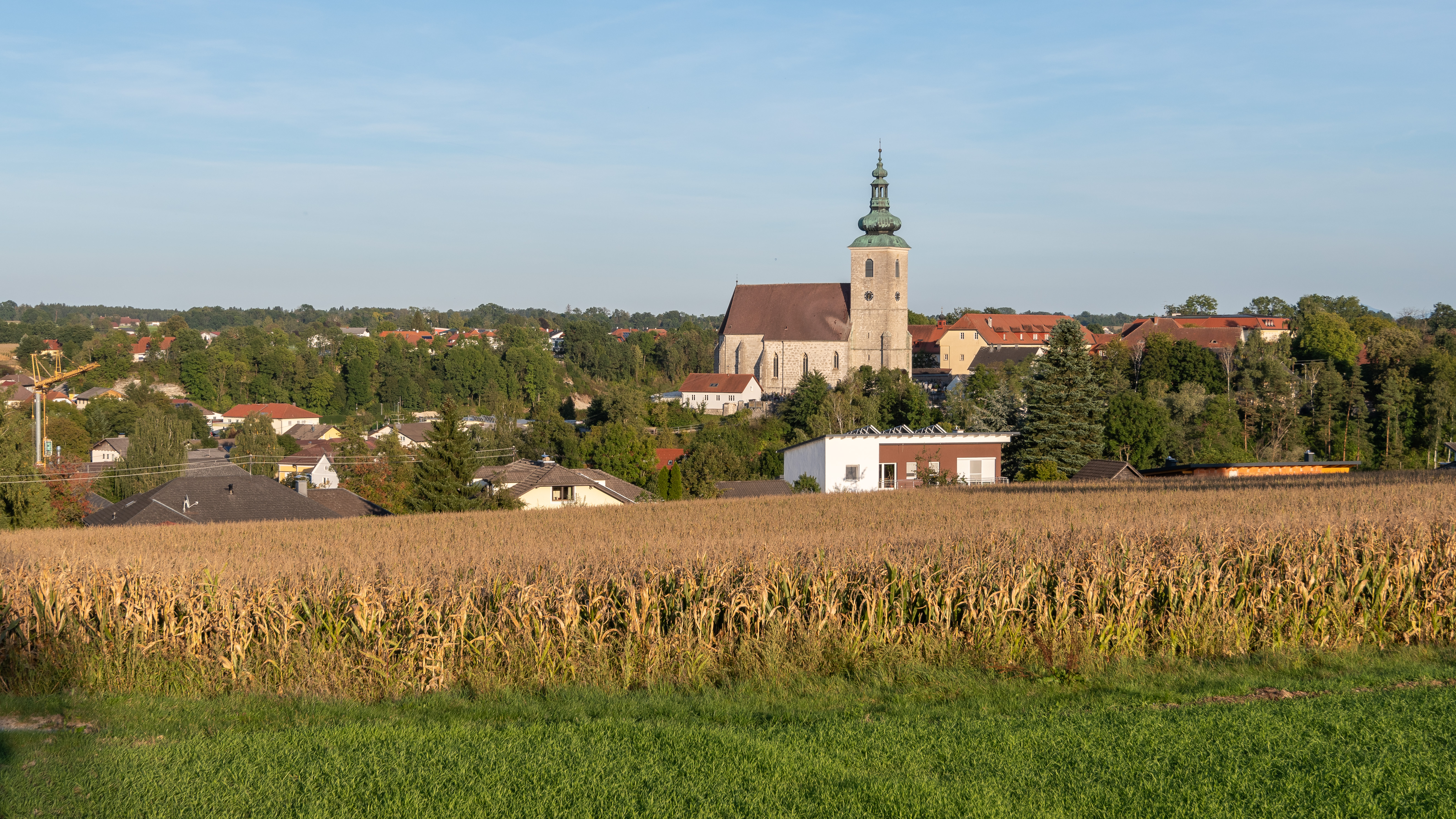
A Szt. Márton-plébániatemplom

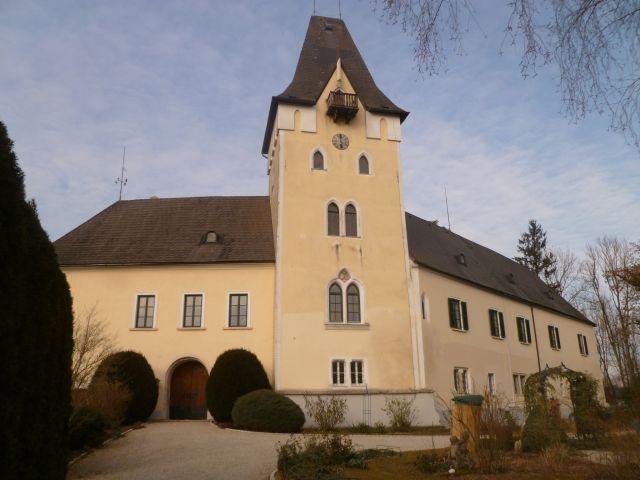
Az almeggi kastély

Steinerkirchen an der Traun a tartomány Hausruckviertel régiójában fekszik a Traun-Enns-hátságon, a Katzenbach patak mentén. Nyugati határát az Alm folyó alkotja. Területének 15,3%-a erdő, 77,3% áll mezőgazdasági művelés alatt. Az önkormányzat 22 települést, illetve településrészt egyesít: Almegg (85 lakos 2021-ben), Atzing (84), Atzmannsdorf (44), Eden (55), Frohnhofen (332), Gundersdorf (103), Hammersedt (58), Hummelberg (89), Kriegsham (31), Linden (139), Niederheischbach (145), Oberaustall (7), Oberheischbach (50), Pesenlittring (33), Reuharting (58), Ritzendorf (52), Schnelling (74), Sölling (33), Steinerkirchen an der Traun (849), Stockham (34), Taxlberg (3) és Wollsberg (77). 
A környező önkormányzatok: nyugatra Bad Wimsbach-Neydharting, északra Fischlham, északkeletre Steinhaus, keletre Sattledt, délkeletre Eberstalzell, délre Vorchdorf.

## Története
Steinerkirchent először 1247/49-ben említik a kremsmünsteri apátság birtokai között.
A régió eredetileg a Bajor Hercegség keleti határvidékéhez tartozott; a 12. században került Ausztriához. Az Osztrák Hercegség 1490-es felosztásakor az Ennsentúli Ausztriához került. 
A falut a napóleoni háborúk alatt a franciák többször megszállták. 
Miután a Német Birodalom 1938-ban annektálta Ausztriát, Steinerkirchent az Oberdonaui reichsgauba sorolták be. A második világháború után visszakerült Felső-Ausztriához.

## Lakosság
A Steinerkirchen an der Traun-i önkormányzat területén 2021 januárjában 2435 fő élt. A lakosságszám 1961 óta gyarapodó tendenciát mutat. 2018-ban az ittlakók 95,8%-a volt osztrák állampolgár; a külföldiek közül 1,5% a régi (2004 előtti), 1,8% az új EU-tagállamokból érkezett. 2001-ben a lakosok 91,9%-a római katolikusnak, 2,7% evangélikusnak, 1% mohamedánnak, 3,3% pedig felekezeten kívülinek vallotta magát. Ugyanekkor a legnagyobb nemzetiségi csoportot a németeken (96,7%) kívül a horvátok alkották 1,3%-kal. 
A népesség változása:

| 2016 | 2 379 |
| 2018 | 2 371 |

## Látnivalók
- az almeggi kastély a 16-17. században nyerte el mai formáját
- a Szt. Márton-plébániatemplom
- a bencés apácakolostor
- az Agrarium botanikus kert és háziállatbemutató
- az Alm védett ártéri erdői

## Fordítás
- Ez a szócikk részben vagy egészben  a   Steinerkirchen an der Traun című német Wikipédia-szócikk ezen változatának fordításán alapul.  Az eredeti cikk szerkesztőit annak laptörténete sorolja fel. Ez a jelzés csupán a megfogalmazás eredetét és a szerzői jogokat jelzi, nem szolgál a cikkben szereplő információk forrásmegjelöléseként.